# 吉马雷伊
吉马雷伊是葡萄牙波尔图区的一个堂区。总面积6.43平方公里，总人口736人，人口密度114.5人/平方公里。